# Decachorda fletcheri
Decachorda fletcheri är en fjärilsart som beskrevs av Pierre Claude Rougeot 1970. Decachorda fletcheri ingår i släktet Decachorda och familjen påfågelsspinnare. Inga underarter finns listade i Catalogue of Life.